# The Sims 2: Open for Business
The Sims 2: Open for Business — третє доповнення для відеогри 2004 року жанру симулятору життя «The Sims 2». В Північній Америці вийшло 2 березня 2006, в ЄС — 3 березня 2006. Для Mac OS X реліз відбувся 4 березня 2006. Доповнення додає можливість створювати в грі бізнеси.

## Геймплей
Можливість створення бізнесу та додання нового району під назвою Блувотерс Вілледж (англ. Bluewater Village) є головними введеннями в ігровий процес. Також були додані нові об'єкти, функціональність, будівлі.

### Бізнес
Гра представляє два типи бізнесу: домашній та зовнішній. Домашній функціонує на тому ж лоті, на якому мешкає сім; зовнішній бізнес працює на окремому лоті, до якого сім має подорожувати на машині. Керування бізнесом відбувається під повним контролем гравця: можна вибирати що саме і в якій кількості продавати, яких людей наймати на роботу, як облаштовувати крамницю, якого фінансового плану дотримуватися. Зовнішнім бізнесом на суспільному лоті можна керувати віддалено, найнявши менеджера. Кожен день сім-менеджер буде повідомляти про успіхи бізнесу.
Іноді до сімів-бізнесменів можуть завітати журналісти, яких не можна відрізнити по зовнішності від інших сімів. Їм потрібно приділяти більше уваги, щоби вони написали гарну рецензію про крамницю.
З'явилися три майструвальні прилади: для іграшок, квітів і роботів. Зроблені предмети на такому приладі можуть бути не тільки для продажу, а й для використання. Квітами можна прикрасити будинок сіма, іграшки подарувати дітям, роботами можна значно поліпшити комфорт життя.

### Роботи
Найпростішими роботами є робот-іграшка, робот-поливалка і робот сміттєзбиральник. Також є робот, який приносить їжу і охороняє будинок. Робот під назвою Серво коштує найбільше, і при його першому увімкнені можна вибрати йому стать. Серво стає новим членом сім'ї і додається у список сімів родини. Ним можна керувати, але йому потрібно сонячне світло для зарядки. Також Серво боїться води, тому його/її не можна купати у ванній чи відправляти плавати у басейні. Кожен робот час від часу виходить із ладу, після чого стає не керованим і робить неприємні речі. Щоб припинити бешкетування, його потрібно вимкнути і відремонтувати.

### Значки таланту
Існує сім значків таланту, кожний з яких має чотири етапи. Кожен значок показує уміння сіма:
- Значок продажу: професійність персонажа продавати речі іншим сімам. Із золотим значком сіми можуть продавати своїм покупцям ті речі, які їм навіть не потрібні.
- Значок касира: професійність персонажа стояти на касі і обмінювати куплені речі на гроші. Із золотим значком сіми можуть набагато швидше виконувати свою роботу.
- Значок поповнення запасів: професійність персонажа замінювати куплені речі новими та таким чином поповнювати запаси. Із золотим значком сіми можуть набагато швидше виконувати свою роботу.
- Значок перукара: професійність персонажа робити зачіски і макіяж іншим сімам. Із золотим значком сім ідеально виконує свої завдання перукаря та візажиста.
- Значок виробника роботів: професійність персонажа робити роботів. Із кожним значком додаються нові типи роботів.
- Значок квітняра: професійність персонажа створювати букети. Із кожним значком додаються нові типи букетів.
- Значок виробника іграшок: професійність персонажа робити іграшки. Із кожним значком додаються нові типи іграшок.

### Архітектура
Додались нові функції для будування, а також багато нових об'єктів. З'явились ліфти, опуклі, конічні і восьмикутні дахи, дугові колони, навіси.

## Саундтреки
У доповненні додалася нова радіостанція та нові пісні. Також з'явилась нова музика в режимі покупок і будування.

## Рецензії
| Агрегатор    | Оцінка |
| ------------ | ------ |
| GameRankings | 79.10% |
| Metacritic   | 78 %   |

| Видання | Оцінка |
| ------- | ------ |
| GameSpy | 4/5    |
| IGN     | 8.4/10 |

Доповнення отримало 79 % від агрегатору GameRankings та 78 % від Metacritic. Вебсайт Eurogamer оцінив гру у 7 із 10 балів, та написав, що вона є «дещо заплутаною на початку».